# Elsterheide
Elsterheide (en sorabo Halštrowska Hola) es un municipio situado en el distrito de Bautzen, en el estado federado de Sajonia (Alemania), a una altitud de 120 metros. Su población a finales de 2016 era de unos 3500 habs. y su densidad poblacional, 30 hab/km².